# Thuir
Thuir è un comune francese di 7 435 abitanti situato nel dipartimento dei Pirenei Orientali nella regione dell'Occitania.

## Società

### Evoluzione demografica
Abitanti censiti

## Sport
A Thuir era nata e si allenava la pugile Angélique Duchemin (1991-2017), campionessa europea (EBU) e mondiale (WBF) dei pesi piuma.